# Халльберг, Анна (политик)
Анна Кристина Элизабет Халльберг (швед. Anna Kristina Elisabet Hallberg, урождённая Эрикссон, Eriksson, род. 19 ноября 1963 года, Хёрланда) — шведский политический и государственный деятель. Член Социал-демократической рабочей партии. В прошлом — министр внешней торговли и одновременно министр по сотрудничеству Северных стран (2019—2022).

## Биография
Родилась 19 ноября 1963 года.
Выросла в городе Тролльхеттан.
В 1983—1987 гг. изучала право и деловое администрирование в Гётеборгском университете.
В 1987—1999 гг. занимала различные должности в банке SEB. В 1999—2001 гг. — руководитель проекта в компании Öhman Fondkomission. В 2001—2007 гг. занимала руководящие должности в SEB Private Banking. В 2007—2012 гг. — финансовый директор государственной компании по софинансированию бизнеса Almi Företagspartner. В 2009—2019 гг. — член правления компании Atrium Ljungberg. В 2010—2017 гг. — член правления Западного института. В 2013—2018 гг. — исполнительный вице-президент государственной компании Almi Företagspartner. В 2016—2018 гг. — член правления компании Partnerinvest Norr. В 2017—2019 гг. — директор компании Lifco и член правления Средне-Шведского университета.
10 сентября 2019 года получила пост министра внешней торговли и одновременно портфель министра по сотрудничеству Северных стран  в Министерстве иностранных дел Швеции во втором кабинете Лёвена во главе со Стефаном Лёвеном.
Живёт в Стокгольме. Замужем. Имеет двух детей. Живёт с банкиром и политиком Андерсом Сундстрёмом.